# Karel Ludwig
Karel Ludwig (27. září 1919 Praha – 4. června 1977 Praha) byl český fotograf.

## Život
Narodil se 27. září 1919 v Praze. V roce 1938 po absolvování měšťanky odešel do Zlína, kde pracoval jako kreslič v Baťových závodech. Začal náhodně fotografovat a přispívat do časopisu Zlín. O rok později (1939) se vrátil do Prahy, kde publikoval fotografie v časopisech Kinorevue, Praha v týdnu, Salon, Zdroj. Spolupracoval také s ilustrovaným časopisem Pestrý týden. Fotografické technice se učil od Zdeňka Tmeje, spolupracoval v ateliéru s Václavem Chocholou. V letech 1941–1942 byl zaměstnán u tiskové služby Národního divadla, v období 1943–1948 pracoval jako vedoucí fotooddělení Lucernafilmu. V 50. letech spolupracoval s Gramofonovými závody, Jablonexem atd. Jeho snímky se objevovaly v časopisech Film a doba, Kino nebo Plamen. Jeho první manželkou v letech 1944-1948, byla herečka Lída Matoušková(1915-2009) druhou pak  byla v letech 1950–1953 pozdější filmová režisérka Věra Chytilová. V 60. letech fotografoval herce a herečky divadla Semafor a pracoval na nevydané knize povídek Houby v octě.

## Dílo
Díla Karla Ludwiga jsou zastoupena ve sbírce Uměleckoprůmyslového muzea v Praze.
Fotografický archiv Karla Ludwiga spravuje Archiv B&M Chochola.

## Zajímavost
Ludwig v květnu 1945 pořídil z korby nákladního automobilu snímek pražského dělníka objímající sovětského vojáka nazvaný První setkání. Karel Pokorný vytvořil později sousoší, které pojmenoval Sbratření (v České Třebové je od roku 1951 originál, v Praze u hlavního nádraží kopie). Oblečení, rozvržení postav sochy a celkové vyznění nemá s původním Ludwigovým snímkem mnoho společného. Motiv se později objevil i na poštovních známkách, na československé padesátikoruně z roku 1953 nebo na členských známkách Svazu československo-sovětského přátelství.

## Monografie
- Fotografie Karla Ludwiga, Praha : Československé filmové nakladatelství, 1948, stran: 60

## Galerie

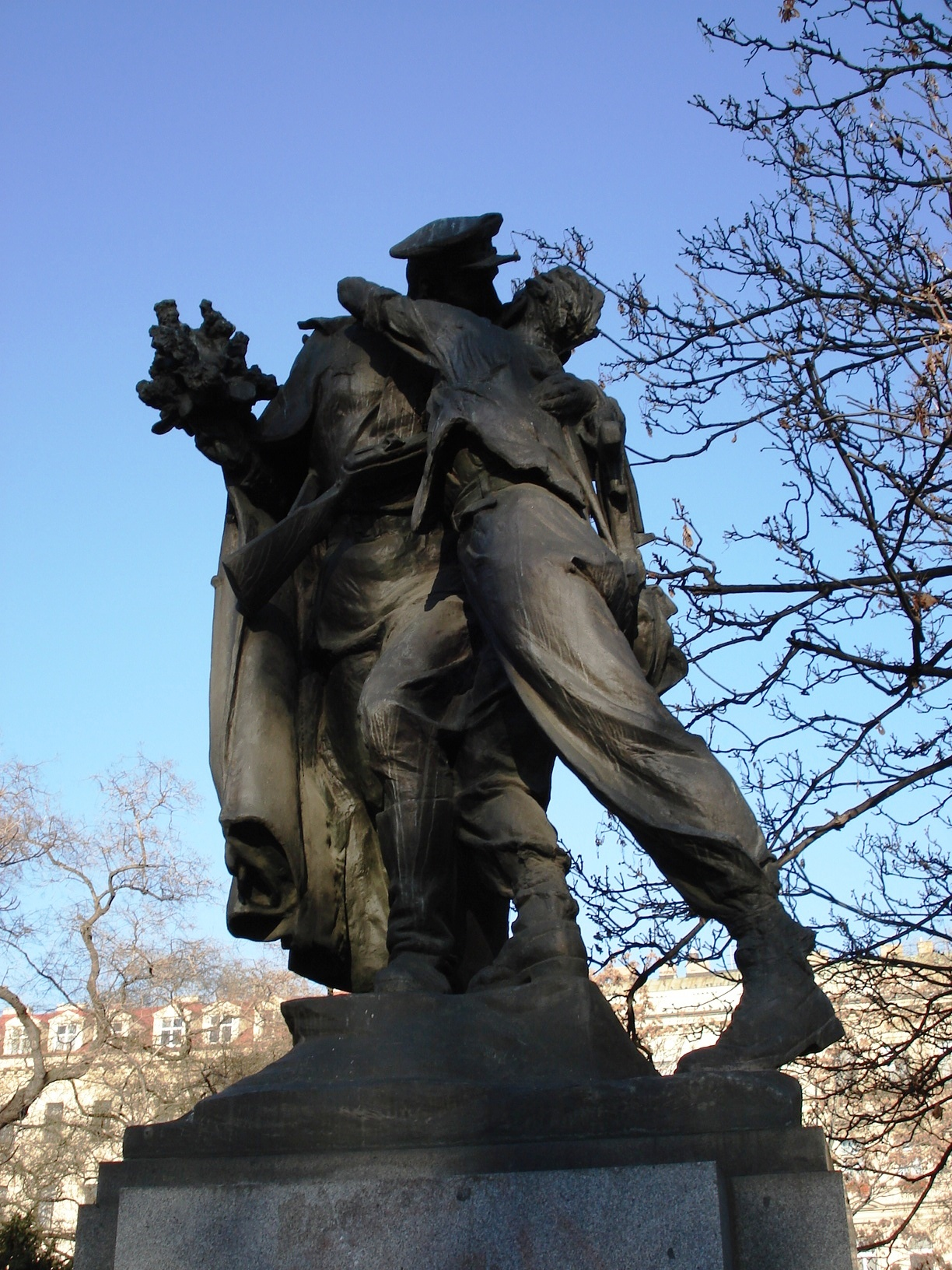
Kopie sochy Sbratření ve Vrchlického sadech v Praze
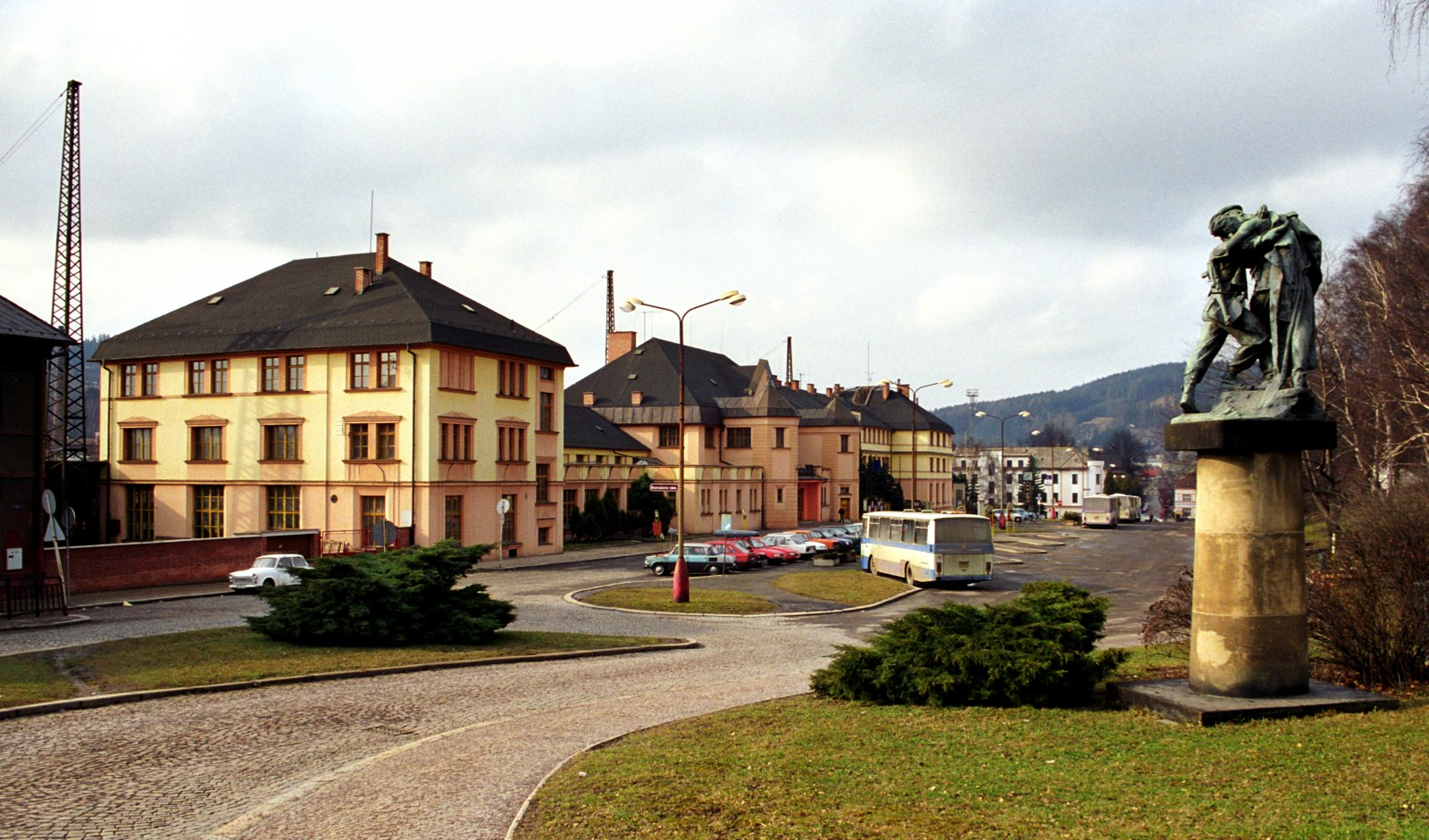
Originál Sbratření u nádraží v České Třebové
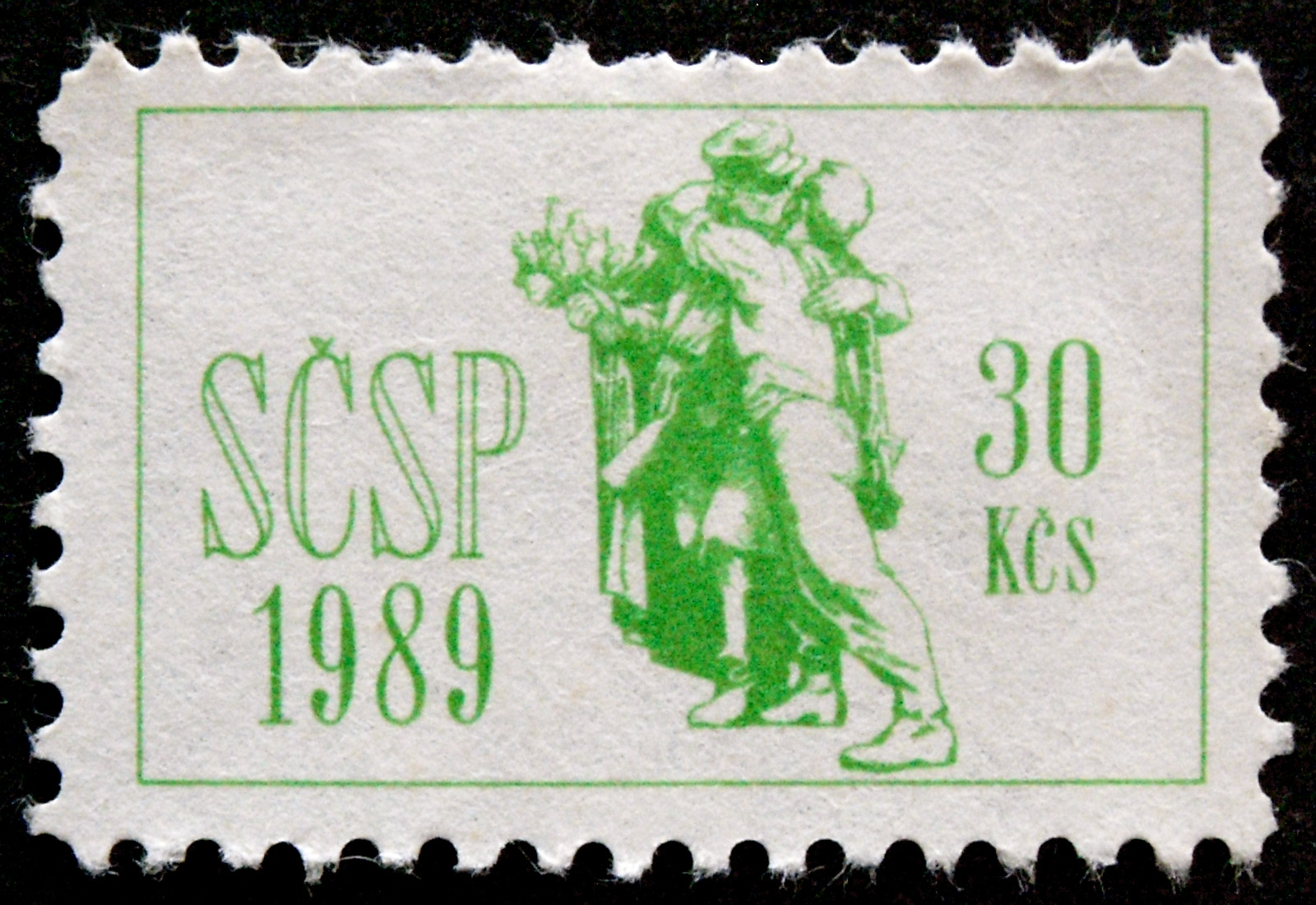
Socha Sbratření se stala motivem členské známky SČSP 1989